# HD 80558
HD 80558，又名CD-51 3693，SAO 236837、HR 3708，是一颗恒星，视星等为5.87，位于銀經273.07，銀緯-1.47，其B1900.0坐标为赤經9h 15m 24.1s，赤緯-51° -1.47′ 19″。